# Рувце
Рувце (пол. Rówce) — село в Польщі, у гміні Збучин Седлецького повіту Мазовецького воєводства.
Населення — 196 осіб (2011).
У 1975-1998 роках село належало до Седлецького воєводства.

## Демографія
Демографічна структура станом на 31 березня 2011 року:
|          | Загалом | Допрацездатний вік | Працездатний вік | Постпрацездатний вік |
| -------- | ------- | ------------------ | ---------------- | -------------------- |
| Чоловіки | 101     | 19                 | 66               | 16                   |
| Жінки    | 95      | 16                 | 51               | 28                   |
| Разом    | 196     | 35                 | 117              | 44                   |